# Epixiphium
Epixiphium je monotipski biljni rod iz porodice trpučevki , dio potporodice Antirrhinoideae. Jedina vrsta je  E. wislizeni, polugrmasta penjačica rasprostranjena od Kalifornije do Teksasa i Meksiko (Chihuahua).

## Etimologija
Latinsko ime roda dolazi od grčkog epi-, na i xiphos, mač, aludirajući na stil u obliku mača.

## Opis
To je zeljasto bilje, jednogodišnje, s korijenom. Stabljike se penju, gole. Listovi naizmjenični, rubovi cijeli. Cvatovi pazušni, pojedinačni; brakteje odsutne. Pediceli prisutni; brakteole odsutne. Cvjetovi dvospolni; čašica 5, razdvojenih, lancetastih, čaška radijalno simetrična, zvonasta; vjenčić plav do ljubičast, bilateralno simetričan, dvostruk, cjevast, cjevasta baza nije ostrugasta, režnjeva 5, abaksijalnih 3, adaksijalnih 2; prašnika 4, bazalno priraslih vjenčiću, dvostruki, niti bazalno dlakave; staminod 1, nitast; jajnik 2-lokularan, osovina posteljice; stigma 2-režnjevita. Plodovi kapsule, dehiscencija lokulicidna. Sjemenki 100-200, tamno smeđe, jajoliko elipsoidne, krila prisutna. x = 12. 

## Sinonimi
- Antirrhinum wislizeni (Engelm. ex A.Gray)Tidestr.; Tidestr. & Kittell, Fl. Arizona & New Mexico, 600 (1941)
- Asarina wislizeni (Engelm. ex A.Gray) Pennell; Proc. Acad. Nat. Sci. Philad. 99: 175 (1947)
- Epixiphium maurandioides A.Gray; (1859)
- Maurandya wislizeni Engelm. ex A.Gray; Torr. Bot. Mex. Bound. 111 (1859)